# Thomas Hales

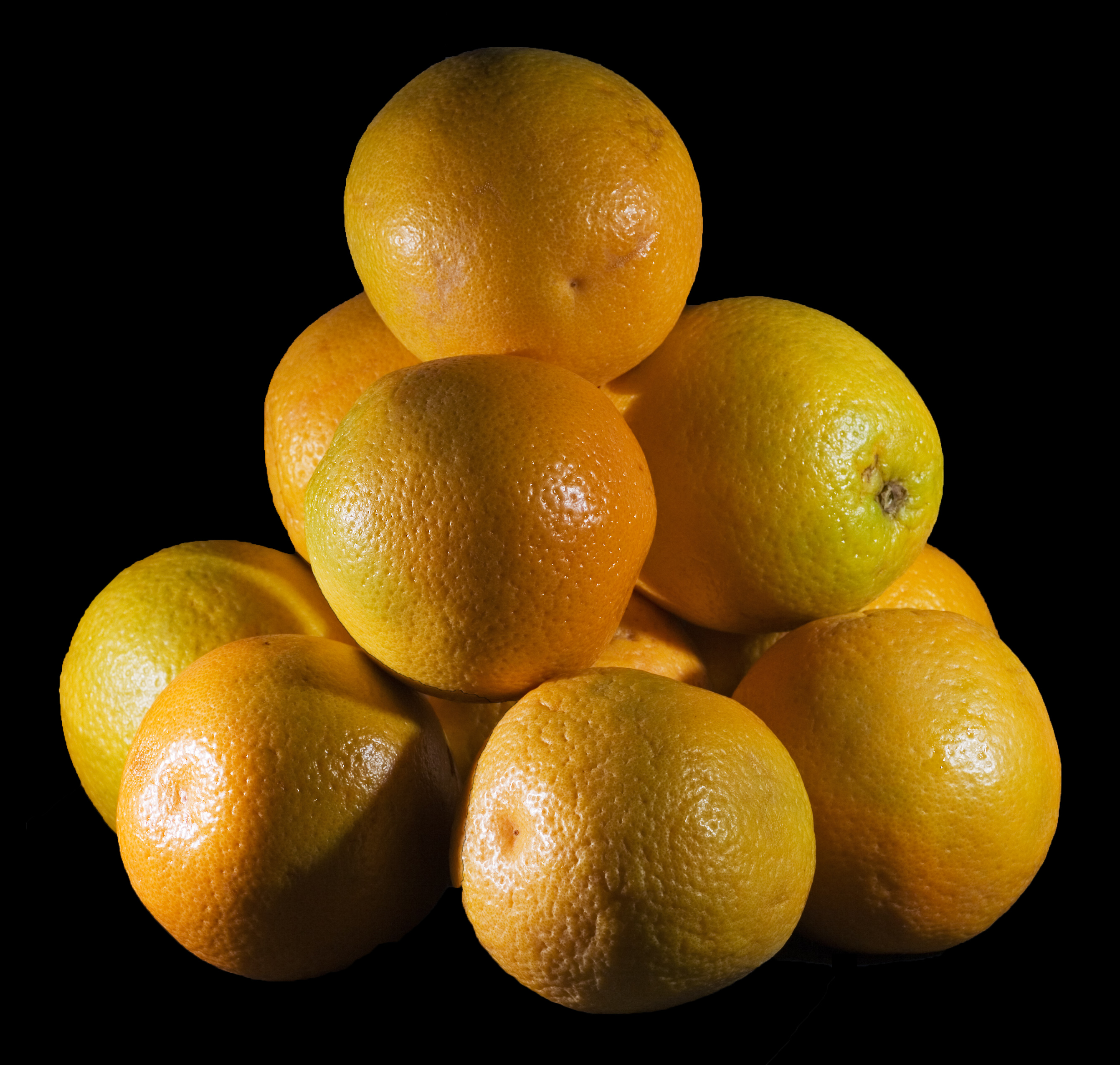
A Kepler-tétel alkalmazása „optimális” narancstárolásra

Thomas Callister Hales (San Antonio, Texas, 1958. június 4. –) amerikai matematikus, aki bebizonyította Kepler egy sejtését, amely a legjobb gömbpakolásra vonatkozik.

## Életpályája
Egyetemi tanulmányait a Stanford Egyetemen végezte. 1986-ban doktorált a Princetoni Egyetemen Robert Langlands irányításával. Dolgozott a Harvard, a Chicagói és a Michigani Egyetemen, valamint a princetoni IAS-ban. A Pittsburghi Egyetem tanára.
Arról ismert, hogy bebizonyította Keplernek azt a több mint 400 éves sejtését, hogy azonos térfogatba akkor lehet a legtöbb gömb alakú tárgyat elhelyezni, ha piramis (azaz gúla) alakzatot használunk. A bizonyítást, amely leírva 300 oldalt tesz ki, egyik doktoranduszával, Samuel Fergusonnal végezte még 1998-ban, de csak 2014-ben vált elfogadottá, mivel annak ellenőrzése csak számítógéppel lehetséges. Az ellenőrző programot is maga Hales fejlesztette ki.
A bizonyítás Fejes Tóth László azon ötletére épült, hogy a feladatot véges számításokra kell visszavezetni. Ez a probléma a síkbeli hasonló, körpakolási probléma háromdimenziós változata.
Hales 2003-ban Chauvenet-díjat kapott.